# SuS Schalke 96
SuS Schalke 96 is een Duitse sportclub uit Schalke, een stadsdeel van Gelsenkirchen, Noordrijn-Westfalen. De club is actief in atletiek en handbal. Vroeger was de club ook actief in voetbal tot de jaren dertig. De club was voor de Eerste Wereldoorlog een van de toonaangevende clubs van Westfalen.

## Geschiedenis

### Voetbal
De club werd opgericht op 7 september 1896 en is daarmee de oudste voetbalclub van Gelsenkirchen, al was Schalke tot 1903 een zelfstandige gemeente vooraleer het een deel van Gelsenkirchen werd. De eerste wedstrijd werd op 30 mei 1897 gespeeld tegen Dortmunder FC 95 en eindigde in een gelijk spel. Het was de eerste wedstrijd die er in Gelsenkirchen gespeeld werd. De club was aangesloten bij de West-Duitse voetbalbond en speelde vanaf 1905 in de Markse competitie. De club werd meteen kampioen en plaatste zich zo voor de West-Duitse eindronde. Met sterke teams als Duisburger SpV en Cölner FC 99 leed de club zware nederlagen. Het volgende seizoen sprokkelde de club slechts één puntn, maar herpakte zich in 1907/08. De competitie werd in twee groepen gesplitst en Schalke werd kampioen van groep A en versloeg in de finale Dortmunder FC 95. In de eindronde kreeg de club een 10:1 draai om de oren van Duisburger SpV. Het volgende seizoen werd de club voor BV Dortmund 04 uit de eindronde gehouden. Na twee seizoenen in de middenmoot werd de club overgeheveld naar de nieuwe Westfaalse competitie. Deze werd in twee groepen verdeeld. Schalke werd kampioen van de groep west, er was geen finale meer tegen de andere groepswinnaar. Beide clubs plaatstes zich voor de eindronde en troffen zich daar in de eerste ronde. Voor het eerst kon de club winnen in de eindronde en FC Preußen 06 Münster werd uitgeschakeld. In de tweede ronde verloor de club echter van Essener SV 99. Het volgende seizoen werd de club opnieuw door BV Dortmund 04 uit de eindronde gehouden nadat beide clubs met gelijk aantal punten eindigden.
Na dit seizoen gingen de clubs uit Gelsenkirchen in de heringevoerde Ruhrcompetitie spelen. Door de Eerste Wereldoorlog werd de competitie regionaal sterk opgesplitst. In 1916/17 werd de club groepswinnaar van het district Gelsenkirchen-Bochum en nam deel aan de eindronde om de algemene titel en verloor daar meteen van SV Preußen 04 Wanne.
In 1919 fuseerde de club met Turner-Club 1874 Gelsenkirchen, de fusieclub nam de naam TuS Gelsenkirchen 74/96 aan, maar de voetballers bleven onder de naam SuS Schalke 96 spelen. De competitie werd vanaf 1919 weer in één reeks gespeeld en Schalke werd laatste maar degradeerde niet omdat het volgende seizoen er drie reeksen waren. Opnieuw werd Schalke laatste en nu degradeerde de club wel.
In 1924 moesten voetbalclubs en turnclubs over heel Duitsland gescheiden worden en de club ging opnieuw verder onder de oorspronkelijke naam. FC Schalke 04 promoveerde in 1926 naar de hoogste klasse en groeide meteen uit tot nationale topclub en nam definitief de scepter over van SuS Schalke. In 1927 slaagde de club er wel nog in te promoveren. Na twee seizoenen middenmoot werden de reeksen weer samengevoegd in 1929/30 en de club eindigde op een respectabele vierde plaats. In 1931/32 werd de club slachtoffer van competitie-inkrimping en de club degradeerde. Door de invoering van de Gauliga in 1933 slaagde de club er niet meer in op het hoogste niveau te spelen. Eind jaren dertig werd de voetbalafdeling ontbonden.

## Erelijst
Kampioen Mark
1906, 1908
Kampioen Westfalen-West
1912